# 160 км (зупинний пункт, Південна залізниця, Миргородський район)
160 кіломе́тр — пасажирський залізничний зупинний пункт Полтавської дирекції Південної залізниці.
Розташований поблизу села Андріївка, Миргородського району, Полтавської області на лінії Лохвиця — Ромодан між станціями Ромодан (19 км) та Сенча (9 км).
На зупинному пункті зупиняються приміські електропоїзди.